# Hopman Cup 1989
La Hopman Cup 1989 è stata la 1ª edizione della Hopman Cup, si è giocata nel Burswood Entertainment Complex di Perth in Australia dal 28 dicembre 1988 al 1º gennaio 1989. La vittoria è andata alla coppia della Cecoslovacchia formata da Miloslav Mečíř e Helena Suková che hanno battuto in finale Hana Mandlíková e Pat Cash.

## Nazioni partecipanti

### Teste di serie
1. Cecoslovacchia – Helena Suková e Miloslav Mečíř (campioni)
2. Australia – Pat Cash e Hana Mandlíková (finalisti)
3. Germania Ovest - Steffi Graf e Patrik Kühnen (semifinalisti)
4. Svezia – Catarina Lindqvist e Mikael Pernfors (semifinalisti)

### Altri partecipanti
- Francia – Pascale Paradis e Thierry Tulasne (quarti di finale)
- Regno Unito – Sarah Loosemore e Jeremy Bates (quarti di finale)
- Giappone – Masako Yanagi e Shūzō Matsuoka (quarti di finale)
- Jugoslavia – Carmen Skulj e Slobodan Živojinović (quarti di finale)

## Tabellone
|  | Quarti di finale | Quarti di finale | Quarti di finale |           |                | Semifinali | Semifinali | Semifinali |  |  | Finale | Finale         | Finale |
|  |                  |                  |                  |           |                |            |            |            |  |  |        |                |        |
|  | 1                | Cecoslovacchia   | 2                |           |                |            |            |            |  |  |        |                |        |
|  |                  | Giappone         | 1                |           |                |            |            |            |  |  |        |                |        |
|  |                  | Giappone         | 1                | 1         | Cecoslovacchia | 2          |            |            |  |  |        |                |        |
|  |                  |                  |                  | 1         | Cecoslovacchia | 2          |            |            |  |  |        |                |        |
|  |                  | 4                | Svezia           | 1         |                |            |            |            |  |  |        |                |        |
|  |                  | 4                | Svezia           | 1         | Jugoslavia     | 0          |            |            |  |  |        |                |        |
|  |                  |                  |                  |           | Jugoslavia     | 0          |            |            |  |  |        |                |        |
|  | 4                | Svezia           | 3                |           |                |            |            |            |  |  |        |                |        |
|  |                  |                  |                  |           |                |            |            |            |  |  | 1      | Cecoslovacchia | 2      |
|  |                  |                  | 2                | Australia | 0              |            |            |            |  |  |        |                |        |
|  | 3                | Germania Ovest   | 3                |           |                |            |            |            |  |  |        |                |        |
|  |                  | Francia          | 0                |           |                |            |            |            |  |  |        |                |        |
|  |                  | Francia          | 0                | 3         | Germania Ovest | 1          |            |            |  |  |        |                |        |
|  |                  |                  |                  | 3         | Germania Ovest | 1          |            |            |  |  |        |                |        |
|  |                  | 2                | Australia        | 2         |                |            |            |            |  |  |        |                |        |
|  |                  | 2                | Australia        | 2         | Regno Unito    | 1          |            |            |  |  |        |                |        |
|  |                  |                  |                  |           | Regno Unito    | 1          |            |            |  |  |        |                |        |
|  | 2                | Australia        | 2                |           |                |            |            |            |  |  |        |                |        |

## Quarti di finale

### Australia vs. Gran Bretagna
| Australia 2 | Burswood Entertainment Complex, Perth 28 dicembre, 1988 - 1º gennaio, 1989 Cemento indoor | Burswood Entertainment Complex, Perth 28 dicembre, 1988 - 1º gennaio, 1989 Cemento indoor | Gran Bretagna 1 |     |     |  |
| \| \| \| \| 1 \| 2 \| 3 \| \| \| - \| \| --------------------------------------------------------- \| --- \| --- \| --- \| \| \| 1 \| \| Pat Cash Jeremy Bates \| 6 4 \| 1 6 \| 6 3 \| \| \| 2 \| \| Hana Mandlíková Sarah Loosemore \| 1 6 \| 2 6 \| \| \| \| 3 \| \| Hana Mandlíková / Pat Cash Sarah Loosemore / Jeremy Bates \| 6 4 \| 7 5 \| \| \| |                                                                                           |                                                                                           |                 |     |     |  |
| |                                                                                           |                                                                                           | 1               | 2   | 3   |  |
| 1 | Australia (bandiera) · Gran Bretagna (bandiera)                                           | Pat Cash Jeremy Bates                                                                     | 6 4             | 1 6 | 6 3 |  |
| 2 | Australia (bandiera) · Gran Bretagna (bandiera)                                           | Hana Mandlíková Sarah Loosemore                                                           | 1 6             | 2 6 |     |  |
| 3 | Australia (bandiera) · Gran Bretagna (bandiera)                                           | Hana Mandlíková / Pat Cash Sarah Loosemore / Jeremy Bates                                 | 6 4             | 7 5 |     |  |

### Cecoslovacchia vs. Giappone
| Cecoslovacchia 2 | Burswood Entertainment Complex, Perth 28 dicembre, 1988 - 1º gennaio, 1989 Cemento indoor | Burswood Entertainment Complex, Perth 28 dicembre, 1988 - 1º gennaio, 1989 Cemento indoor | Giappone 1 |     |   |  |
| \| \| \| \| 1 \| 2 \| 3 \| \| \| - \| \| ------------------------------------------------------------- \| --- \| --- \| - \| \| \| 1 \| \| Miloslav Mečíř Shūzō Matsuoka \| 2 6 \| 4 6 \| \| \| \| 2 \| \| Helena Suková Masako Yanagi \| 7 5 \| 6 3 \| \| \| \| 3 \| \| Helena Suková / Miloslav Mečíř Masako Yanagi / Shūzō Matsuoka \| 7 5 \| 6 3 \| \| \| |                                                                                           |                                                                                           |            |     |   |  |
| |                                                                                           |                                                                                           | 1          | 2   | 3 |  |
| 1 | Cecoslovacchia (bandiera) · Giappone (bandiera)                                           | Miloslav Mečíř Shūzō Matsuoka                                                             | 2 6        | 4 6 |   |  |
| 2 | Cecoslovacchia (bandiera) · Giappone (bandiera)                                           | Helena Suková Masako Yanagi                                                               | 7 5        | 6 3 |   |  |
| 3 | Cecoslovacchia (bandiera) · Giappone (bandiera)                                           | Helena Suková / Miloslav Mečíř Masako Yanagi / Shūzō Matsuoka                             | 7 5        | 6 3 |   |  |

### Svezia vs. Jugoslavia
| Svezia 3 | Burswood Entertainment Complex, Perth 28 dicembre, 1988 - 1º gennaio, 1989 Cemento indoor | Burswood Entertainment Complex, Perth 28 dicembre, 1988 - 1º gennaio, 1989 Cemento indoor | Jugoslavia 0 |     |     |  |
| \| \| \| \| 1 \| 2 \| 3 \| \| \| - \| \| ------------------------------------------------------------------------ \| --- \| --- \| --- \| \| \| 1 \| \| Mikael Pernfors Slobodan Živojinović \| 6 4 \| 6 3 \| \| \| \| 2 \| \| Catarina Lindqvist Carmen Skulj \| 6 2 \| 6 3 \| \| \| \| 3 \| \| Catarina Lindqvist / Mikael Pernfors Carmen Skulj / Slobodan Živojinović \| 6 7 \| 6 3 \| 6 2 \| \| |                                                                                           |                                                                                           |              |     |     |  |
| |                                                                                           |                                                                                           | 1            | 2   | 3   |  |
| 1 | Svezia (bandiera) · Jugoslavia (bandiera)                                                 | Mikael Pernfors Slobodan Živojinović                                                      | 6 4          | 6 3 |     |  |
| 2 | Svezia (bandiera) · Jugoslavia (bandiera)                                                 | Catarina Lindqvist Carmen Skulj                                                           | 6 2          | 6 3 |     |  |
| 3 | Svezia (bandiera) · Jugoslavia (bandiera)                                                 | Catarina Lindqvist / Mikael Pernfors Carmen Skulj / Slobodan Živojinović                  | 6 7          | 6 3 | 6 2 |  |

### Germania Ovest vs. Francia
| Germania Ovest 3 | Burswood Entertainment Complex, Perth 28 dicembre, 1988 - 1º gennaio, 1989 Cemento indoor | Burswood Entertainment Complex, Perth 28 dicembre, 1988 - 1º gennaio, 1989 Cemento indoor | Francia 0 |     |   |  |
| \| \| \| \| 1 \| 2 \| 3 \| \| \| - \| \| ------------------------------------------------------------- \| --- \| --- \| - \| \| \| 1 \| \| Steffi Graf Pascale Paradis \| 6 2 \| 6 1 \| \| \| \| 2 \| \| Patrik Kühnen Thierry Tulasne \| 7 6 \| 7 5 \| \| \| \| 3 \| \| Steffi Graf / Patrik Kühnen Pascale Paradis / Thierry Tulasne \| 7 6 \| 7 5 \| \| \| |                                                                                           |                                                                                           |           |     |   |  |
| |                                                                                           |                                                                                           | 1         | 2   | 3 |  |
| 1 | Germania Ovest (bandiera) · Francia (bandiera)                                            | Steffi Graf Pascale Paradis                                                               | 6 2       | 6 1 |   |  |
| 2 | Germania Ovest (bandiera) · Francia (bandiera)                                            | Patrik Kühnen Thierry Tulasne                                                             | 7 6       | 7 5 |   |  |
| 3 | Germania Ovest (bandiera) · Francia (bandiera)                                            | Steffi Graf / Patrik Kühnen Pascale Paradis / Thierry Tulasne                             | 7 6       | 7 5 |   |  |

## Semifinali

### Cecoslovacchia vs. Svezia
| Cecoslovacchia 2 | Burswood Entertainment Complex, Perth 28 dicembre, 1988 - 1º gennaio, 1989 Cemento indoor | Burswood Entertainment Complex, Perth 28 dicembre, 1988 - 1º gennaio, 1989 Cemento indoor | Svezia 1 |     |   |  |
| \| \| \| \| 1 \| 2 \| 3 \| \| \| - \| \| ------------------------------------------------------------------- \| --- \| --- \| - \| \| \| 1 \| \| Miloslav Mečíř Mikael Pernfors \| 3 6 \| 2 6 \| \| \| \| 2 \| \| Helena Suková Catarina Lindqvist \| 6 3 \| 6 2 \| \| \| \| 3 \| \| Helena Suková / Miloslav Mečíř Catarina Lindqvist / Mikael Pernfors \| 6 3 \| 7 5 \| \| \| |                                                                                           |                                                                                           |          |     |   |  |
| |                                                                                           |                                                                                           | 1        | 2   | 3 |  |
| 1 | Cecoslovacchia (bandiera) · Svezia (bandiera)                                             | Miloslav Mečíř Mikael Pernfors                                                            | 3 6      | 2 6 |   |  |
| 2 | Cecoslovacchia (bandiera) · Svezia (bandiera)                                             | Helena Suková Catarina Lindqvist                                                          | 6 3      | 6 2 |   |  |
| 3 | Cecoslovacchia (bandiera) · Svezia (bandiera)                                             | Helena Suková / Miloslav Mečíř Catarina Lindqvist / Mikael Pernfors                       | 6 3      | 7 5 |   |  |

### Australia vs. Germania Ovest
| Australia 2 | Burswood Entertainment Complex, Perth 28 dicembre, 1988 - 1º gennaio, 1989 Cemento indoor | Burswood Entertainment Complex, Perth 28 dicembre, 1988 - 1º gennaio, 1989 Cemento indoor | Germania Ovest 1 |     |   |  |
| \| \| \| \| 1 \| 2 \| 3 \| \| \| - \| \| ------------------------------------------------------ \| --- \| --- \| - \| \| \| 1 \| \| Pat Cash Patrik Kühnen \| 6 3 \| 7 6 \| \| \| \| 2 \| \| Hana Mandlíková Steffi Graf \| 0 6 \| 1 6 \| \| \| \| 3 \| \| Hana Mandlíková / Pat Cash Steffi Graf / Patrik Kühnen \| 6 4 \| 6 2 \| \| \| |                                                                                           |                                                                                           |                  |     |   |  |
| |                                                                                           |                                                                                           | 1                | 2   | 3 |  |
| 1 | Australia (bandiera) · Germania Ovest (bandiera)                                          | Pat Cash Patrik Kühnen                                                                    | 6 3              | 7 6 |   |  |
| 2 | Australia (bandiera) · Germania Ovest (bandiera)                                          | Hana Mandlíková Steffi Graf                                                               | 0 6              | 1 6 |   |  |
| 3 | Australia (bandiera) · Germania Ovest (bandiera)                                          | Hana Mandlíková / Pat Cash Steffi Graf / Patrik Kühnen                                    | 6 4              | 6 2 |   |  |

## Finale

### Cecoslovacchia vs. Australia
| Cecoslovacchia 2 | Burswood Entertainment Complex, Perth 28 dicembre, 1988 - 1º gennaio, 1989 Cemento indoor | Burswood Entertainment Complex, Perth 28 dicembre, 1988 - 1º gennaio, 1989 Cemento indoor | Australia 0 |     |   |             |
| \| \| \| \| 1 \| 2 \| 3 \| \| \| - \| \| --------------------------------------------------------- \| --- \| --- \| - \| ----------- \| \| 1 \| \| Helena Suková Hana Mandlíková \| 6 4 \| 6 3 \| \| \| \| 2 \| \| Miloslav Mečíř Pat Cash \| \| \| \| non giocato \| \| 3 \| \| Helena Suková / Miloslav Mečíř Hana Mandlíková / Pat Cash \| 6 2 \| 6 4 \| \| \| |                                                                                           |                                                                                           |             |     |   |             |
| |                                                                                           |                                                                                           | 1           | 2   | 3 |             |
| 1 | Cecoslovacchia (bandiera) · Australia (bandiera)                                          | Helena Suková Hana Mandlíková                                                             | 6 4         | 6 3 |   |             |
| 2 | Cecoslovacchia (bandiera) · Australia (bandiera)                                          | Miloslav Mečíř Pat Cash                                                                   |             |     |   | non giocato |
| 3 | Cecoslovacchia (bandiera) · Australia (bandiera)                                          | Helena Suková / Miloslav Mečíř Hana Mandlíková / Pat Cash                                 | 6 2         | 6 4 |   |             |

## Campioni
| Vincitori della Hopman Cup 1989 |
| ------------------------------- |
| Cecoslovacchia (1º titolo)      |